# Shaken 'n' Stirred
Shaken 'n' Stirred treći je studijski album britanskog glazbenika i pjevača, Roberta Planta, kojeg 1985. godine objavljuje diskografska kuća Es Paranza.
Izdavačka kuća Rhino Entertainment 2007. godine objavljuje reizdanje albuma na kojemu se nalaze bonus skladbe.

## Popis pjesama
1. "Hip To Hoo"  – 4:51
2. "Kallalou Kallalou"  – 4:17
3. "Too Loud"  – 4:07
4. "Trouble Your Money"  – 4:14
5. "Pink And Black"  – 3:45
6. "Little By Little"  – 4:43
7. "Doo Doo A Do Do"  – 5:09
8. "Easily Lead"  – 4:35
9. "Sixes and Sevens"  – 6:04

Bonus skladbe na reizdanju iz 2007.
1. "Little By Little" (remix) – 5:12

## Izvođači
- Robbie Blunt - Gitara, sintisajzer
- Toni Halliday  - Vokal
- Richard Hayward - Bubnjevi
- Paul Martinez  - Bas gitara
- Robert Plant - Vokal, producent
- Jezz Woodroffe - Klavijature

- Producent, tehničar - Tim Palmer, Benji Lefeure

## Top ljestvica
Album - Billboard (Sjeverna Amerika)
| Godina | Ljestvica         | Pozicija |
| ------ | ----------------- | -------- |
| 1985.  | The Billboard 200 | #20      |

Singlovi - Billboard (North America)
| Godina | Singl              | Ljestvica              | Pozicija |
| ------ | ------------------ | ---------------------- | -------- |
| 1985.  | "Little By Little" | Mainstream Rock Tracks | #1       |
| 1985.  | "Little By Little" | The Billboard Hot 100  | #36      |
| 1985.  | "Sixes and Sevens" | Mainstream Rock Tracks | #18      |

## Vanjske poveznice
- Službene stranice Roberta Planta
- Rockfield studio
- Discogs.com - Recenzija albuma